# Митрохін Юрій Михайлович
Юрій Михайлович Митро́хін (нар. 9 червня 1933, Саратов — пом. 5 серпня 1998, Київ) — український графік і педагог; член Спілки радянських художників України з 1965 року. Чоловік художниці декоративно-ужиткового мистецтва Галини Митрохіної.

## Біографія
Народився 9 червня 1933 року в місті Саратові (нині Росія). 1954 року закінчив Саратовське художнє училище; 1961 року — Київський художній інститут; 1967 року творчі майстерні Академії мистецтв СРСР у Києві. Його педагогами були Микола Гущин, Борис Миловидов, Олександр Пащенко, Іван Селіванов, Костянтин Заруба, Леонід Чичкан, Михайло Дерегус.
Працював у Києві: у 1954—1958 роках — позаштататний художник газети «Юный Ленинец», з 1958 року — журналів «Дніпро», «Барвінок», «Піонерія», «Зміна»; співпрацював із видавництвами «Молодь», «Дитвидав», «Радянська школа»; у 1959—1960 роках — головний художник дослідно-конструкторського бюро Міністерства торгівлі УРСР; з 1961 року — викладач рисунку і живопису Республіканського заочного технологічного технікуму.
Жив у Києві, в будинку на вулиці Червоноткацькій, № 22 а, квартира № 17. Помер у Києві 5 серпня 1998 року.

## Творчість
Працював в галузі станкової та книжкової графіки, станкового живопису та плаката. Серед робіт:
- серія ліноритів «Суднобудівники Херсона» (1960—1961);
- серія «Боротьба за мир» (1961—1962);
- серія плакатів «Слава юним героям» (1962);
- ліногравюра «В добрих руках» («Голуб миру») (1963);
- серія «Тарас Шевченко» (1964);
- серія портретів студентів-цілинників (1964);
- триптих «Дума про Добриню Нікітича» (1967).

Оформив книги:
- «Юний шеф» Миколи Карпова (Київ, 1958);
- «Повість про перше кохання» Миколи Атарова (Київ, 1962).

Брав участь у республіканських та всесоюзних виставках з 1961 року, зарубіжних — з 1965 року.